# Miguel Silva
João Miguel Macedo Silva (Guimarães, 7 aprile 1995) è un calciatore portoghese, portiere del Beitar Gerusalemme.

## Carriera

### Club

#### Vitória Guimarães
Cresciuto nelle giovanili del Vitória Guimarães, club della sua città natale, l'allenatore Sérgio Conceição lo fa entrare in prima squadra a 20 anni. Il 28 novembre 2015 esordisce in Primeira Liga nel match vinto 2-1 contro il Boavista. A fine campionato colleziona 23 presenze e la squadra termina in decima posizione.
Nelle stagioni successive si gioca la maglia da titolare col portiere brasiliano Douglas.

#### APOEL
Svincolato, nel luglio 2020 Silva si aggrega all'APOEL Nicosia, col Vitória che mantiene il 62% degli introiti di una possibile rivendita del giocatore.

### Nazionale
È stato convocato dalla Nazionale under-20 portoghese per gli Europei di categoria. Il 6 ottobre 2016 debutta con la nazionale under-21 nell'incontro pareggiato 3-3 contro l'Ungheria, valido per le qualificazioni all'Europeo 2017.

## Statistiche

### Presenze e reti nei club
Statistiche aggiornate al 3 giugno 2017.
| Stagione                 | Squadra                  | Campionato               | Campionato | Campionato | Coppe nazionali | Coppe nazionali | Coppe nazionali | Coppe continentali | Coppe continentali | Coppe continentali | Altre coppe | Altre coppe | Altre coppe | Totale | Totale |
| Stagione                 | Squadra                  | Comp                     | Pres       | Reti       | Comp            | Pres            | Reti            | Comp               | Pres               | Reti               | Comp        | Pres        | Reti        | Pres   | Reti   |
| ------------------------ | ------------------------ | ------------------------ | ---------- | ---------- | --------------- | --------------- | --------------- | ------------------ | ------------------ | ------------------ | ----------- | ----------- | ----------- | ------ | ------ |
| 2015-2016                | Vitória Guimarães        | PL                       | 24         | -39        | TP+TL           | 0               | 0               |                    | -                  | -                  |             | -           | -           | 24     | -39    |
| 2016-2017                | Vitória Guimarães        | PL                       | 4          | -5         | TP+TL           | 5+3             | -4+-5           |                    | -                  | -                  |             | -           | -           | 12     | -14    |
| 2017-2018                | Vitória Guimarães        | PL                       | 16         | -27        | TP+TL           | 2+3             | -5+-8           | UEL                | 3                  | -4                 | SP          | 1           | -3          | 25     | -47    |
| 2018-2019                | Vitória Guimarães        | PL                       | 11         | -13        | TP+TL           | 4+1             | -1+-2           |                    | -                  | -                  |             | -           | -           | 16     | -16    |
| 2019-2020                | Vitória Guimarães        | PL                       | 5          | -8         | TP+TL           | 0+1             | 0               | UEL                | 8                  | -8                 |             | -           | -           | 14     | -16    |
| Totale Vítoria Guimarães | Totale Vítoria Guimarães | Totale Vítoria Guimarães | 60         | -92        |                 | 19              | -25             |                    | 11                 | -12                |             | 1           | -3          | 91     | -132   |
| 2020-2021                | APOEL                    | A                        | 21         | -26        | CC              | 0               | 0               | UEL                | 4                  | -4                 |             | -           | -           | 25     | -30    |
| 2021-2022                | Marítimo                 | PL                       | 4          | -4         | TP+TL           | 1+1             | -2+-1           |                    | -                  | -                  |             | -           | -           | 6      | -7     |
| 2022-gen. 2023           | Marítimo                 | PL                       | 8          | -23        | TP+TL           | 0+3             | 0+-7            |                    | -                  | -                  |             | -           | -           | 11     | -30    |
| Totale Marítimo          | Totale Marítimo          | Totale Marítimo          | 12         | -27        |                 | 5               | -10             |                    | -                  | -                  |             | -           | -           | 17     | -37    |
| gen.-giu. 2023           | Beitar Gerusalemme       | Lh                       | 12         | -18        | CI              | 3               | -1              |                    | -                  | -                  |             | -           | -           | 15     | -19    |
| Totale carriera          | Totale carriera          | Totale carriera          | 105        | -163       |                 | 27              | -36             |                    | 15                 | -16                |             | 1           | -3          | 148    | -218   |

## Palmarès

### Club

#### Competizioni nazionali
- Coppa d'Israele: 1

Beitar Gerusalemme: 2022-2023